# Branchiostegus
Branchiostegus là một chi cá trong họ Malacanthidae được tìm thấy ở phía đông Đại Tây Dương xuyên đến Ấn Độ Dương và phía tây Thái Bình Dương.

## Các loài
Hiện có 16 loài được công nhận trong chi này:
- Branchiostegus albus Dooley, 1978
- Branchiostegus argentatus (G. Cuvier, 1830)
- Branchiostegus auratus (Kishinouye, 1907)
- Branchiostegus australiensis Dooley & Kailola, 1988 (Australian tilefish)
- Branchiostegus doliatus (G. Cuvier, 1830) (Ribbed tilefish)
- Branchiostegus gloerfelti Dooley & Kailola, 1988
- Branchiostegus hedlandensis Dooley & Kailola, 1988 (Port Hedland tilefish)
- Branchiostegus ilocanus Herre, 1928
- Branchiostegus japonicus (Houttuyn, 1782) (cá nàng đào)
- Branchiostegus paxtoni Dooley & Kailola, 1988 (Paxton's tilefish)
- Branchiostegus saitoi Dooley & Iwatsuki, 2012
- Branchiostegus sawakinensis Amirthalingam, 1969 (Freckled tilefish)
- Branchiostegus semifasciatus (Norman, 1931) (Zebra tilefish)
- Branchiostegus serratus Dooley & Paxton, 1975 (Australian barred tilefish)
- Branchiostegus vittatus Herre, 1926
- Branchiostegus wardi Whitley, 1932 (Ward's tilefish)